# استان ولادیمیر

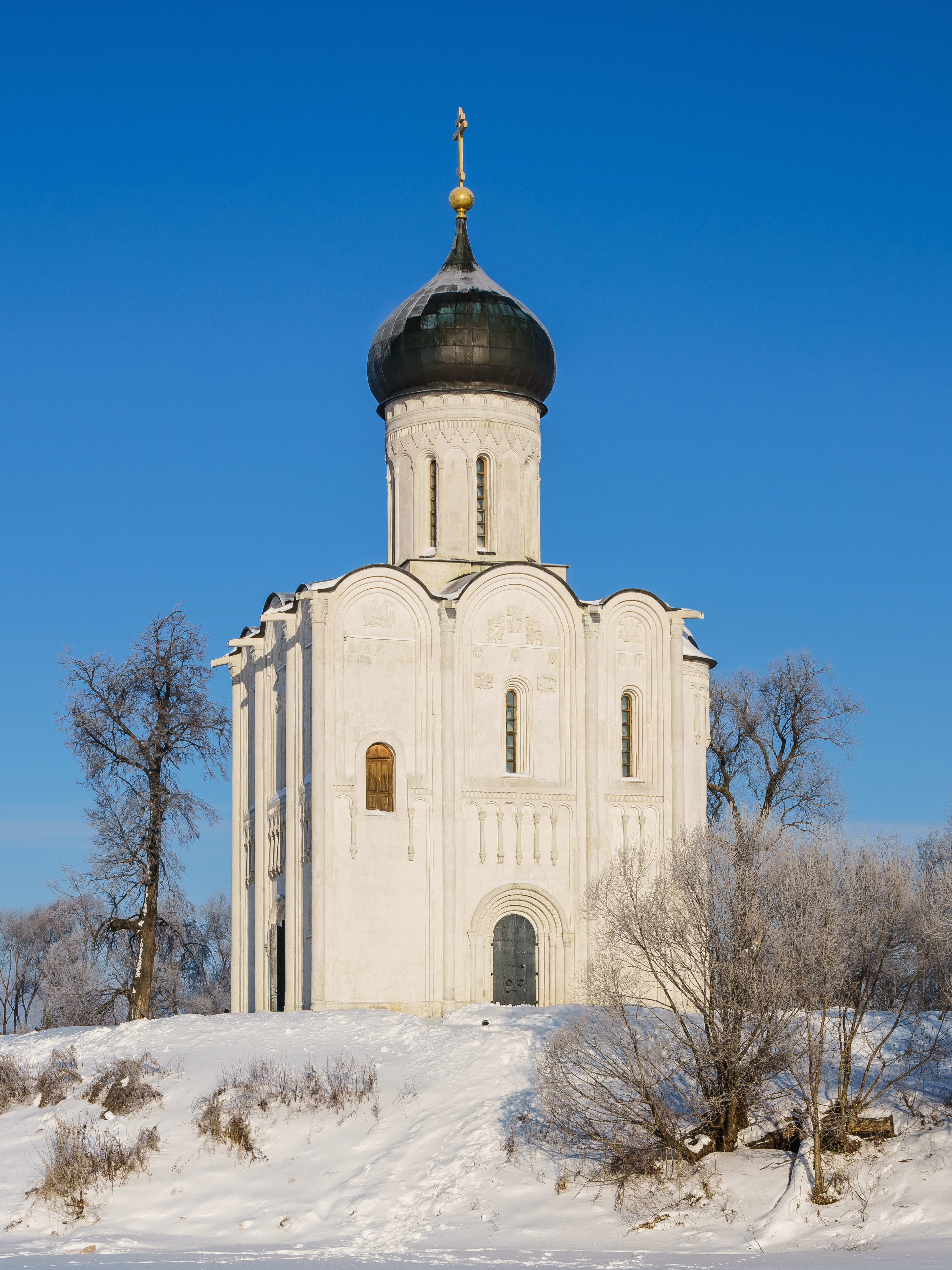
نگاره‌ای از کلیسای شفاعت تئوتوکوس بر رود نرل. این کلیسا در محل تلاقی رودخانه‌های نِرل و کلیازما در منطقه سوسدالسکی (en) ، استان ولادیمیر و در ۱۳ کیلومتری شمالِ‌شرقی شهر باستانی ولادیمیر واقع شده‌است.

استان ولادیمیر (به روسی: Влади́мирская о́бласть) یکی از استان‌های روسیه است.
استان ولادیمیر در شرق مسکو قرار گرفته و ۱٬۵۲۳٬۹۹۰ نفر جمعیت دارد. 
شهر ولادیمیر مرکز این استان است.